# Кікоть Андрій Ярославович
Андрій Ярославович Кікоть (нар. 7 червня 1984, Львів) — український футболіст, півзахисник, тренер. 

## Спортивна кар'єра
Вихованець львівських «Карпат». Перший тренер — Ярослав Кікоть, батько спортсмена. У 2002 році Андрій почав футбольну кар'єру в клубах «Галичина» (Дрогобич) і «Карпати-2». За основу «Карпат» провів 6 матчів без голів і перейшов до бурштинського «Енергетика». У команді провів півтора року і взимку 2007 перейшов до охтирського «Нафтовика». У сезоні 2006/07 допоміг виграти нафтовикам Першу лігу і вийти в Прем'єр-лігу, в якій дебютував 14 липня 2007 року в матчі з харківським «Металістом».
2010 року перебрався до рідного Львова в команду ФК Львів. Провівши 12 матчів і забивши 3 голи, перебрався до харківського «Геліоса».
У 2012 перейшов до «Арсеналу» з Білої Церкви. За «Арсенал» провів 12 матчів без жодного гола.
Узимку 2013 перейшов до тернопільської «Ниви».
У 2016—2017 роках грав за «Рух» (Винники). У червні 2017 року закінчив кар'єру футболіста та став помічником головного тренера «Руху» Руслана Мостового, а в листопаді того ж року очолив команду. 8 вересня 2018 року подав у відставку з посади головного тренера «Руху».